# Puchar Świata w biegach narciarskich 2022/2023
Sezon 2022/2023 Pucharu Świata w biegach narciarskich rozpoczął się 25 listopada 2022 r. w fińskim ośrodku narciarskim Ruka nieopodal miejscowości Kuusamo, a zakończył 26 marca 2023 r. w fińskim Lahti.
Obrończynią Pucharu Świata wśród kobiet była Rosjanka Natalja Niepriajewa, natomiast wśród mężczyzn Norweg Johannes Høsflot Klæbo.
Z powodu trwającej od 24 lutego 2022 r. inwazji na Ukrainę z rywalizacji w całym sezonie zostali wykluczeni reprezentanci Białorusi i Rosji.
Najważniejszą imprezą sezonu były mistrzostwa świata w Planicy, zaplanowane w dniach 21 lutego – 5 marca 2023 roku.
Od tego sezonu w biegu indywidualnym punkty Pucharu Świata zdobywa 50. pierwszych zawodników na mecie oraz zmienione zostały reguły punktacji. Zrównane zostały również dystanse pokonywane przez kobiety i mężczyzn.

## Kalendarz i wyniki

### Kobiety
| Lp.                                                                                    | Miejscowość                        | Dystans                              | Data                               | Szczegóły                          | 1. miejsce                                                                               | 2. miejsce                                                        | 3. miejsce                                                                        |
| -------------------------------------------------------------------------------------- | ---------------------------------- | ------------------------------------ | ---------------------------------- | ---------------------------------- | ---------------------------------------------------------------------------------------- | ----------------------------------------------------------------- | --------------------------------------------------------------------------------- |
| 1.                                                                                     | Ruka                               | Sprint s. klasycznym                 | 25 listopada 2022                  | szczegóły                          | Emma Ribom                                                                               | Johanna Hagström                                                  | Tiril Udnes Weng                                                                  |
| 2.                                                                                     | Ruka                               | 10 km s. klasycznym                  | 26 listopada 2022                  | szczegóły                          | Ebba Andersson                                                                           | Frida Karlsson                                                    | Katharina Hennig                                                                  |
| 3.                                                                                     | Ruka                               | 20 km s. dowolnym (bieg pościgowy)   | 27 listopada 2022                  | szczegóły                          | Frida Karlsson                                                                           | Ebba Andersson                                                    | Tiril Udnes Weng                                                                  |
| 4.                                                                                     | Lillehammer                        | 10 km s. dowolnym                    | 2 grudnia 2022                     | szczegóły                          | Jessica Diggins                                                                          | Katharina Hennig                                                  | Heidi Weng                                                                        |
| 5.                                                                                     | Lillehammer                        | Sprint s. dowolnym                   | 3 grudnia 2022                     | szczegóły                          | Emma Ribom                                                                               | Maja Dahlqvist                                                    | Tiril Udnes Weng                                                                  |
| 6.                                                                                     | Lillehammer                        | 20 km s. klasycznym (start masowy)   | 4 grudnia 2022                     | szczegóły                          | Frida Karlsson                                                                           | Tiril Udnes Weng                                                  | Ebba Andersson                                                                    |
| 7.                                                                                     | Beitostølen                        | Sprint s. klasycznym                 | 9 grudnia 2022                     | szczegóły                          | Nadine Fähndrich                                                                         | Lotta Udnes Weng                                                  | Johanna Matintalo                                                                 |
| 8.                                                                                     | Beitostølen                        | 10 km s. klasycznym                  | 10 grudnia 2022                    | szczegóły                          | Kerttu Niskanen                                                                          | Anne Kjersti Kalvå                                                | Frida Karlsson                                                                    |
| 9.                                                                                     | Davos                              | Sprint s. dowolnym                   | 17 grudnia 2022                    | szczegóły                          | Nadine Fähndrich                                                                         | Jessica Diggins                                                   | Johanna Hagström                                                                  |
| 10.                                                                                    | Davos                              | 20 km s. dowolnym                    | 18 grudnia 2022                    | szczegóły                          | Jessica Diggins                                                                          | Ingvild Flugstad Østberg                                          | Rosie Brennan                                                                     |
| Tour de Ski (31 grudnia 2022 – 8 stycznia 2023)                                        |                                    |                                      |                                    |                                    |                                                                                          |                                                                   |                                                                                   |
|                                                                                        | Val Müstair                        | Sprint s. dowolnym                   | 31 grudnia 2022                    | szczegóły                          | Nadine Fähndrich                                                                         | Maja Dahlqvist                                                    | Lotta Udnes Weng                                                                  |
|                                                                                        | Val Müstair                        | 10 km s. klasycznym (bieg pościgowy) | 1 stycznia 2023                    | szczegóły                          | Tiril Udnes Weng                                                                         | Kerttu Niskanen                                                   | Frida Karlsson                                                                    |
|                                                                                        | Oberstdorf                         | 10 km s. klasycznym                  | 3 stycznia 2023                    | szczegóły                          | Frida Karlsson                                                                           | Krista Pärmäkoski                                                 | Anne Kjersti Kalvå                                                                |
|                                                                                        | Oberstdorf                         | 20 km s. dowolnym (bieg pościgowy)   | 4 stycznia 2023                    | szczegóły                          | Frida Karlsson                                                                           | Krista Pärmäkoski                                                 | Tiril Udnes Weng                                                                  |
|                                                                                        | Val di Fiemme                      | Sprint s. klasycznym                 | 6 stycznia 2023                    | szczegóły                          | Lotta Udnes Weng                                                                         | Tiril Udnes Weng                                                  | Mathilde Myhrvold                                                                 |
|                                                                                        | Val di Fiemme                      | 15 km s. klasycznym (start masowy)   | 7 stycznia 2023                    | szczegóły                          | Katharina Hennig                                                                         | Frida Karlsson                                                    | Kerttu Niskanen                                                                   |
|                                                                                        | Val di Fiemme                      | 10 km s. dowolnym (start masowy)     | 8 stycznia 2023                    | szczegóły                          | Delphine Claudel                                                                         | Heidi Weng                                                        | Sophia Laukli                                                                     |
| 11.                                                                                    | Tour de Ski – klasyfikacja końcowa | Tour de Ski – klasyfikacja końcowa   | Tour de Ski – klasyfikacja końcowa | Tour de Ski – klasyfikacja końcowa | Frida Karlsson                                                                           | Kerttu Niskanen                                                   | Tiril Udnes Weng                                                                  |
|                                                                                        | Mediolan                           | Sprint s. dowolnym                   | 21 stycznia 2023                   | szczegóły                          | Odwołano                                                                                 | Odwołano                                                          | Odwołano                                                                          |
|                                                                                        | Mediolan                           | Sprint drużynowy s. dowolnym         | 22 stycznia 2023                   | szczegóły                          | Odwołano                                                                                 | Odwołano                                                          | Odwołano                                                                          |
| 12.                                                                                    | Livigno                            | Sprint s. dowolnym                   | 21 stycznia 2023                   | szczegóły                          | Jonna Sundling                                                                           | Maja Dahlqvist                                                    | Emma Ribom                                                                        |
| 13.                                                                                    | Livigno                            | Sprint drużynowy s. dowolnym         | 22 stycznia 2023                   | szczegóły                          | Szwecja II Linn Svahn · Maja Dahlqvist                                                   | Szwecja I Emma Ribom · Jonna Sundling                             | Stany Zjednoczone I Rosie Brennan · Julia Kern                                    |
| 14.                                                                                    | Les Rousses                        | 10 km s. dowolnym                    | 27 stycznia 2023                   | szczegóły                          | Ebba Andersson                                                                           | Delphine Claudel                                                  | Jessica Diggins                                                                   |
| 15.                                                                                    | Les Rousses                        | Sprint s. klasycznym                 | 28 stycznia 2023                   | szczegóły                          | Kristine Stavås Skistad                                                                  | Emma Ribom                                                        | Maja Dahlqvist                                                                    |
| 16.                                                                                    | Les Rousses                        | 20 km s. klasycznym (start masowy)   | 29 stycznia 2023                   | szczegóły                          | Ebba Andersson                                                                           | Kerttu Niskanen                                                   | Astrid Øyre Slind                                                                 |
| 17.                                                                                    | Toblach                            | Sprint s. dowolnym                   | 3 lutego 2023                      | szczegóły                          | Jonna Sundling                                                                           | Maja Dahlqvist                                                    | Jessica Diggins                                                                   |
| 18.                                                                                    | Toblach                            | 10 km s. dowolnym                    | 4 lutego 2023                      | szczegóły                          | Ebba Andersson                                                                           | Jessica Diggins                                                   | Ingvild Flugstad Østberg                                                          |
| 19.                                                                                    | Toblach                            | Sztafeta 4 × 7,5 km                  | 5 lutego 2023                      | szczegóły                          | Norwegia I Heidi Weng · Anne Kjersti Kalvå · Ingvild Flugstad Østberg · Silje Theodorsen | Szwecja I Emma Ribom · Ebba Andersson · Moa Ilar · Jonna Sundling | Stany Zjednoczone I Hailey Swirbul · Rosie Brennan · Jessica Diggins · Julia Kern |
| Mistrzostwa Świata w Narciarstwie Klasycznym 2023 w Planicy (21 lutego – 5 marca 2023) |                                    |                                      |                                    |                                    |                                                                                          |                                                                   |                                                                                   |
| 20.                                                                                    | Oslo                               | 50 km s. dowolnym (start masowy)     | 12 marca 2023                      | szczegóły                          | Ragnhild Gløersen Haga                                                                   | Astrid Øyre Slind                                                 | Jessica Diggins                                                                   |
| 21.                                                                                    | Drammen                            | Sprint s. klasycznym                 | 14 marca 2023                      | szczegóły                          | Kristine Stavås Skistad                                                                  | Jonna Sundling                                                    | Tiril Udnes Weng                                                                  |
| 22.                                                                                    | Falun                              | 10 km s. klasycznym                  | 17 marca 2023                      | szczegóły                          | Kerttu Niskanen                                                                          | Katharina Hennig                                                  | Anne Kjersti Kalvå                                                                |
| 23.                                                                                    | Falun                              | Sprint s. dowolnym                   | 18 marca 2023                      | szczegóły                          | Kristine Stavås Skistad                                                                  | Jonna Sundling                                                    | Maja Dahlqvist                                                                    |
| 24.                                                                                    | Tallinn                            | Sprint s. dowolnym                   | 21 marca 2023                      | szczegóły                          | Kristine Stavås Skistad                                                                  | Jonna Sundling                                                    | Nadine Fähndrich                                                                  |
| 25.                                                                                    | Lahti                              | Sprint drużynowy s. dowolnym         | 24 marca 2023                      | szczegóły                          | Szwecja I Emma Ribom · Jonna Sundling                                                    | Norwegia I Julie Myhre · Anne Kjersti Kalvå                       | Niemcy I Laura Gimmler · Coletta Rydzek                                           |
| 26.                                                                                    | Lahti                              | Sprint s. klasycznym                 | 25 marca 2023                      | szczegóły                          | Kristine Stavås Skistad                                                                  | Jonna Sundling                                                    | Tiril Udnes Weng                                                                  |
| 27.                                                                                    | Lahti                              | 20 km s. klasycznym (start masowy)   | 26 marca 2023                      | szczegóły                          | Anne Kjersti Kalvå                                                                       | Jonna Sundling                                                    | Katharina Hennig                                                                  |
| Zakończenie Sezonu 2022/2023                                                           |                                    |                                      |                                    |                                    |                                                                                          |                                                                   |                                                                                   |

### Mężczyźni
| Lp.                                                                                    | Miejscowość                        | Dystans                              | Data                               | Szczegóły                          | 1. miejsce                                                                           | 2. miejsce                                                             | 3. miejsce                                                                              |
| -------------------------------------------------------------------------------------- | ---------------------------------- | ------------------------------------ | ---------------------------------- | ---------------------------------- | ------------------------------------------------------------------------------------ | ---------------------------------------------------------------------- | --------------------------------------------------------------------------------------- |
| 1.                                                                                     | Ruka                               | Sprint s. klasycznym                 | 25 listopada 2022                  | szczegóły                          | Johannes Høsflot Klæbo                                                               | Even Northug                                                           | Pål Golberg                                                                             |
| 2.                                                                                     | Ruka                               | 10 km s. klasycznym                  | 26 listopada 2022                  | szczegóły                          | Johannes Høsflot Klæbo                                                               | Pål Golberg                                                            | Martin Løwstrøm Nyenget                                                                 |
| 3.                                                                                     | Ruka                               | 20 km s. dowolnym (bieg pościgowy)   | 27 listopada 2022                  | szczegóły                          | Johannes Høsflot Klæbo                                                               | Pål Golberg                                                            | Federico Pellegrino                                                                     |
| 4.                                                                                     | Lillehammer                        | 10 km s. dowolnym                    | 2 grudnia 2022                     | szczegóły                          | Iver Tildheim Andersen                                                               | Didrik Tønseth                                                         | Hans Christer Holund                                                                    |
| 5.                                                                                     | Lillehammer                        | Sprint s. dowolnym                   | 3 grudnia 2022                     | szczegóły                          | Johannes Høsflot Klæbo                                                               | Federico Pellegrino                                                    | Even Northug                                                                            |
| 6.                                                                                     | Lillehammer                        | 20 km s. klasycznym (start masowy)   | 4 grudnia 2022                     | szczegóły                          | Pål Golberg                                                                          | Sjur Røthe                                                             | Martin Løwstrøm Nyenget                                                                 |
| 7.                                                                                     | Beitostølen                        | Sprint s. klasycznym                 | 9 grudnia 2022                     | szczegóły                          | Richard Jouve                                                                        | Simone Mocellini                                                       | Calle Halfvarsson                                                                       |
| 8.                                                                                     | Beitostølen                        | 10 km s. klasycznym                  | 10 grudnia 2022                    | szczegóły                          | Pål Golberg                                                                          | Didrik Tønseth                                                         | Andrew Musgrave                                                                         |
| 9.                                                                                     | Davos                              | Sprint s. dowolnym                   | 17 grudnia 2022                    | szczegóły                          | Federico Pellegrino                                                                  | Johannes Høsflot Klæbo                                                 | Lucas Chanavat                                                                          |
| 10.                                                                                    | Davos                              | 20 km s. dowolnym                    | 18 grudnia 2022                    | szczegóły                          | Simen Hegstad Krüger                                                                 | Hans Christer Holund                                                   | Sjur Røthe                                                                              |
| Tour de Ski (31 grudnia 2022 – 8 stycznia 2023)                                        |                                    |                                      |                                    |                                    |                                                                                      |                                                                        |                                                                                         |
|                                                                                        | Val Müstair                        | Sprint s. dowolnym                   | 31 grudnia 2022                    | szczegóły                          | Johannes Høsflot Klæbo                                                               | Federico Pellegrino                                                    | Sindre Bjørnestad Skar                                                                  |
|                                                                                        | Val Müstair                        | 10 km s. klasycznym (bieg pościgowy) | 1 stycznia 2023                    | szczegóły                          | Johannes Høsflot Klæbo                                                               | Pål Golberg                                                            | Federico Pellegrino                                                                     |
|                                                                                        | Oberstdorf                         | 10 km s. klasycznym                  | 3 stycznia 2023                    | szczegóły                          | Johannes Høsflot Klæbo                                                               | Simen Hegstad Krüger                                                   | Didrik Tønseth                                                                          |
|                                                                                        | Oberstdorf                         | 20 km s. dowolnym (bieg pościgowy)   | 4 stycznia 2023                    | szczegóły                          | Johannes Høsflot Klæbo                                                               | Sindre Bjørnestad Skar                                                 | Federico Pellegrino                                                                     |
|                                                                                        | Val di Fiemme                      | Sprint s. klasycznym                 | 6 stycznia 2023                    | szczegóły                          | Johannes Høsflot Klæbo                                                               | Calle Halfvarsson                                                      | Simone Mocellini                                                                        |
|                                                                                        | Val di Fiemme                      | 15 km s. klasycznym (start masowy)   | 7 stycznia 2023                    | szczegóły                          | Johannes Høsflot Klæbo                                                               | Pål Golberg                                                            | Francesco De Fabiani                                                                    |
|                                                                                        | Val di Fiemme                      | 10 km s. dowolnym (start masowy)     | 8 stycznia 2023                    | szczegóły                          | Simen Hegstad Krüger                                                                 | Hans Christer Holund                                                   | Jules Lapierre                                                                          |
| 11.                                                                                    | Tour de Ski – klasyfikacja końcowa | Tour de Ski – klasyfikacja końcowa   | Tour de Ski – klasyfikacja końcowa | Tour de Ski – klasyfikacja końcowa | Johannes Høsflot Klæbo                                                               | Simen Hegstad Krüger                                                   | Hans Christer Holund                                                                    |
|                                                                                        | Mediolan                           | Sprint s. dowolnym                   | 21 stycznia 2023                   | szczegóły                          | Odwołano                                                                             | Odwołano                                                               | Odwołano                                                                                |
|                                                                                        | Mediolan                           | Sprint drużynowy s. dowolnym         | 22 stycznia 2023                   | szczegóły                          | Odwołano                                                                             | Odwołano                                                               | Odwołano                                                                                |
| 12.                                                                                    | Livigno                            | Sprint s. dowolnym                   | 21 stycznia 2023                   | szczegóły                          | Johannes Høsflot Klæbo                                                               | Richard Jouve                                                          | Janik Riebli                                                                            |
| 13.                                                                                    | Livigno                            | Sprint drużynowy s. dowolnym         | 22 stycznia 2023                   | szczegóły                          | Francja I Renaud Jay · Richard Jouve                                                 | Włochy I Francesco De Fabiani · Federico Pellegrino                    | Szwajcaria I Janik Riebli · Valerio Grond                                               |
| 14.                                                                                    | Les Rousses                        | 10 km s. dowolnym                    | 27 stycznia 2023                   | szczegóły                          | Harald Østberg Amundsen                                                              | Sjur Røthe                                                             | William Poromaa                                                                         |
| 15.                                                                                    | Les Rousses                        | Sprint s. klasycznym                 | 28 stycznia 2023                   | szczegóły                          | Richard Jouve                                                                        | Johannes Høsflot Klæbo                                                 | Pål Golberg                                                                             |
| 16.                                                                                    | Les Rousses                        | 20 km s. klasycznym (start masowy)   | 29 stycznia 2023                   | szczegóły                          | Johannes Høsflot Klæbo                                                               | Iivo Niskanen                                                          | William Poromaa                                                                         |
| 17.                                                                                    | Toblach                            | Sprint s. dowolnym                   | 3 lutego 2023                      | szczegóły                          | Johannes Høsflot Klæbo                                                               | Håvard Solås Taugbøl                                                   | Federico Pellegrino                                                                     |
| 18.                                                                                    | Toblach                            | 10 km s. dowolnym                    | 4 lutego 2023                      | szczegóły                          | Pål Golberg                                                                          | Simen Hegstad Krüger                                                   | Johannes Høsflot Klæbo                                                                  |
| 19.                                                                                    | Toblach                            | Sztafeta 4 × 7,5 km                  | 5 lutego 2023                      | szczegóły                          | Włochy I Dietmar Nöckler · Francesco De Fabiani · Simone Daprà · Federico Pellegrino | Szwecja Eric Rosjö · Calle Halfvarsson · Johan Häggström · Edvin Anger | Norwegia I Sjur Røthe · Didrik Tønseth · Simen Hegstad Krüger · Harald Østberg Amundsen |
| Mistrzostwa Świata w Narciarstwie Klasycznym 2023 w Planicy (21 lutego – 5 marca 2023) |                                    |                                      |                                    |                                    |                                                                                      |                                                                        |                                                                                         |
| 20.                                                                                    | Oslo                               | 50 km s. dowolnym (start masowy)     | 11 marca 2023                      | szczegóły                          | Simen Hegstad Krüger                                                                 | Hans Christer Holund                                                   | Martin Løwstrøm Nyenget                                                                 |
| 21.                                                                                    | Drammen                            | Sprint s. klasycznym                 | 14 marca 2023                      | szczegóły                          | Johannes Høsflot Klæbo                                                               | Erik Valnes                                                            | Richard Jouve                                                                           |
| 22.                                                                                    | Falun                              | 10 km s. klasycznym                  | 17 marca 2023                      | szczegóły                          | Johannes Høsflot Klæbo                                                               | Martin Løwstrøm Nyenget                                                | Harald Østberg Amundsen                                                                 |
| 23.                                                                                    | Falun                              | Sprint s. dowolnym                   | 18 marca 2023                      | szczegóły                          | Johannes Høsflot Klæbo                                                               | Erik Valnes                                                            | Federico Pellegrino                                                                     |
| 24.                                                                                    | Tallinn                            | Sprint s. dowolnym                   | 21 marca 2023                      | szczegóły                          | Johannes Høsflot Klæbo                                                               | Lucas Chanavat                                                         | Even Northug                                                                            |
| 25.                                                                                    | Lahti                              | Sprint drużynowy s. dowolnym         | 24 marca 2023                      | szczegóły                          | Norwegia I Erik Valnes · Johannes Høsflot Klæbo                                      | Włochy I Francesco De Fabiani · Federico Pellegrino                    | Norwegia II Harald Østberg Amundsen · Sindre Bjørnestad Skar                            |
| 26.                                                                                    | Lahti                              | Sprint s. klasycznym                 | 25 marca 2023                      | szczegóły                          | Johannes Høsflot Klæbo                                                               | Calle Halfvarsson                                                      | Erik Valnes                                                                             |
| 27.                                                                                    | Lahti                              | 20 km s. klasycznym (start masowy)   | 26 marca 2023                      | szczegóły                          | Johannes Høsflot Klæbo                                                               | Pål Golberg                                                            | William Poromaa                                                                         |
| Zakończenie Sezonu 2022/2023                                                           |                                    |                                      |                                    |                                    |                                                                                      |                                                                        |                                                                                         |

### Konkurencje mieszane
| Lp. | Miejscowość | Dystans                    | Data            | Szczegóły | 1. miejsce                                                                                 | 2. miejsce                                                                                  | 3. miejsce                                                                      |
| --- | ----------- | -------------------------- | --------------- | --------- | ------------------------------------------------------------------------------------------ | ------------------------------------------------------------------------------------------- | ------------------------------------------------------------------------------- |
| 1.  | Beitostølen | Sztafeta mieszana 4 × 5 km | 11 grudnia 2022 | szczegóły | Norwegia II Lotta Udnes Weng · Mikael Gunnulfsen · Silje Theodorsen · Simen Hegstad Krüger | Norwegia I Anne Kjersti Kalvå · Martin Løwstrøm Nyenget · Heidi Weng · Emil Iversen         | Szwecja I Maja Dahlqvist · William Poromaa · Frida Karlsson · Calle Halfvarsson |
| 2.  | Falun       | Sztafeta mieszana 4 × 5 km | 19 marca 2023   | szczegóły | Szwecja I Calle Halfvarsson · Moa Ilar · Edvin Anger · Jonna Sundling                      | Norwegia I Martin Løwstrøm Nyenget · Heidi Weng · Simen Hegstad Krüger · Anne Kjersti Kalvå | Niemcy I Albert Kuchler · Katharina Hennig · Anian Sossau · Victoria Carl       |

## Klasyfikacje

### Kobiety
| Lp. | Zawodniczka      | Punkty |
| --- | ---------------- | ------ |
| 1.  | Tiril Udnes Weng | 2029   |
| 2.  | Jessica Diggins  | 1867   |
| 3.  | Kerttu Niskanen  | 1840   |
| 4.  | Rosie Brennan    | 1546   |
| 5.  | Nadine Fähndrich | 1414   |
| 6.  | Frida Karlsson   | 1365   |
| 7.  | Katharina Hennig | 1326   |
| 8.  | Maja Dahlqvist   | 1236   |
| 9.  | Lotta Udnes Weng | 1176   |
| 10. | Heidi Weng       | 1139   |
| ... |                  |        |
| 82. | Izabela Marcisz  | 111    |
| 85. | Monika Skinder   | 103    |

| Lp. | Zawodniczka        | Punkty |
| --- | ------------------ | ------ |
| 1.  | Kerttu Niskanen    | 1180   |
| 2.  | Jessica Diggins    | 1086   |
| 3.  | Tiril Udnes Weng   | 946    |
| 4.  | Heidi Weng         | 898    |
| 5.  | Anne Kjersti Kalvå | 868    |
| 6.  | Rosie Brennan      | 860    |
| 7.  | Katharina Hennig   | 857    |
| 8.  | Frida Karlsson     | 835    |
| 9.  | Ebba Andersson     | 833    |
| 10. | Teresa Stadlober   | 776    |
| ... |                    |        |
| 63. | Izabela Marcisz    | 82     |

| Lp. | Zawodniczka             | Punkty |
| --- | ----------------------- | ------ |
| 1.  | Maja Dahlqvist          | 944    |
| 2.  | Nadine Fähndrich        | 937    |
| 3.  | Tiril Udnes Weng        | 813    |
| 4.  | Johanna Hagström        | 794    |
| 5.  | Jonna Sundling          | 747    |
| 6.  | Kristine Stavås Skistad | 743    |
| 7.  | Julia Kern              | 719    |
| 8.  | Laura Gimmler           | 717    |
| 9.  | Lotta Udnes Weng        | 633    |
| 10. | Ane Appelkvist Stenseth | 620    |
| ... |                         |        |
| 55. | Monika Skinder          | 103    |
| 82. | Izabela Marcisz         | 29     |

### Mężczyźni
| Lp. | Zawodnik               | Punkty |
| --- | ---------------------- | ------ |
| 1.  | Johannes Høsflot Klæbo | 2715   |
| 2.  | Pål Golberg            | 2243   |
| 3.  | Federico Pellegrino    | 1635   |
| 4.  | Simen Hegstad Krüger   | 1281   |
| 5.  | Didrik Tønseth         | 1269   |
| 6.  | Hans Christer Holund   | 1218   |
| 7.  | Calle Halfvarsson      | 1133   |
| 8.  | Ben Ogden              | 1118   |
| 9.  | Michal Novák           | 1002   |
| 10. | Erik Valnes            | 967    |
| ... |                        |        |
| 44. | Maciej Staręga         | 352    |
| 48. | Dominik Bury           | 327    |
| 96. | Kamil Bury             | 142    |

| Lp. | Zawodnik                | Punkty |
| --- | ----------------------- | ------ |
| 1.  | Pål Golberg             | 1258   |
| 2.  | Johannes Høsflot Klæbo  | 1154   |
| 3.  | Didrik Tønseth          | 1065   |
| 4.  | Simen Hegstad Krüger    | 971    |
| 5.  | Hans Christer Holund    | 948    |
| 6.  | Martin Løwstrøm Nyenget | 838    |
| 7.  | William Poromaa         | 794    |
| 8.  | Andrew Musgrave         | 745    |
| 9.  | Sjur Røthe              | 613    |
| 10. | Harald Østberg Amundsen | 591    |
| ... |                         |        |
| 53. | Dominik Bury            | 144    |

| Lp. | Zawodnik               | Punkty |
| --- | ---------------------- | ------ |
| 1.  | Johannes Høsflot Klæbo | 1261   |
| 2.  | Lucas Chanavat         | 907    |
| 3.  | Even Northug           | 843    |
| 4.  | Federico Pellegrino    | 815    |
| 5.  | Edvin Anger            | 779    |
| 6.  | Richard Jouve          | 767    |
| 7.  | Pål Golberg            | 745    |
| 8.  | Erik Valnes            | 721    |
| 9.  | Renaud Jay             | 634    |
| 10. | Ben Ogden              | 633    |
| ... |                        |        |
| 19. | Maciej Staręga         | 352    |
| 50. | Kamil Bury             | 136    |
| 69. | Dominik Bury           | 75     |

### Puchar Narodów
| Lp. | Państwo           | Punkty |
| --- | ----------------- | ------ |
| 1.  | Norwegia          | 16936  |
| 2.  | Szwecja           | 12322  |
| 3.  | Finlandia         | 8646   |
| 4.  | Stany Zjednoczone | 8338   |
| 5.  | Francja           | 7254   |
| 6.  | Niemcy            | 7203   |
| 7.  | Włochy            | 5808   |
| 8.  | Szwajcaria        | 4779   |
| 9.  | Czechy            | 3975   |
| 10. | Kanada            | 2374   |
| ... |                   |        |
| 14. | Polska            | 1276   |

| Lp. | Państwo           | Punkty |
| --- | ----------------- | ------ |
| 1.  | Norwegia          | 7902   |
| 2.  | Szwecja           | 7146   |
| 3.  | Stany Zjednoczone | 5335   |
| 4.  | Finlandia         | 5181   |
| 5.  | Niemcy            | 4939   |
| 6.  | Szwajcaria        | 2319   |
| 7.  | Francja           | 2133   |
| 8.  | Czechy            | 2069   |
| 9.  | Włochy            | 1891   |
| 10. | Austria           | 1094   |
| ... |                   |        |
| 15. | Polska            | 284    |

| Lp. | Państwo           | Punkty |
| --- | ----------------- | ------ |
| 1.  | Norwegia          | 9034   |
| 2.  | Szwecja           | 5176   |
| 3.  | Francja           | 5121   |
| 4.  | Włochy            | 3917   |
| 5.  | Finlandia         | 3465   |
| 6.  | Stany Zjednoczone | 3003   |
| 7.  | Szwajcaria        | 2460   |
| 8.  | Niemcy            | 2264   |
| 9.  | Czechy            | 1906   |
| 10. | Wielka Brytania   | 1589   |
| ... |                   |        |
| 12. | Polska            | 992    |

## Wyniki Polaków

### Kobiety
| Zawodniczka       | Ruka 25.11 (SP C) | Ruka 26.11 (10 km C) | Ruka 27.11 (20 km F) | Lillehammer 2.12 (10 km F) | Lillehammer 3.12 (SP F) | Lillehammer 4.12 (20 km C) | Beitostølen 9.12 (SP C) | Beitostølen 10.12 (10 km C) | Davos 17.12 (SP F) | Davos 18.12 (20 km F) | Val Müstair 31.12 (SP F) | Val Müstair 1.01 (10 km C) | Oberstdorf 3.01 (10 km C) | Oberstdorf 4.01 (20 km F) | Val di Fiemme 6.01 (SP C) | Val di Fiemme 7.01 (15 km C) | Val di Fiemme 8.01 (10 km F) | TdS | Livigno 21.01 (SP F) | Les Rousses 27.01 (10 km F) | Les Rousses 28.01 (SP C) | Les Rousses 29.01 (20 km C) | Toblach 3.02 (SP F) | Toblach 4.02 (10 km F) | Oslo 12.03 (50 km F) | Drammen 14.03 (SP C) | Falun 17.03 (10 km C) | Falun 18.03 (SP F) | Tallinn 21.03 (SP F) | Lahti 25.03 (SP C) | Lahti 26.03 (20 km C) |
| Karolina Kukuczka | –                 | –                    | –                    | –                          | –                       | –                          | –                       | 58                          | –                  | –                     | –                        | –                          | –                         | –                         | –                         | –                            | –                            | –   | –                    | –                           | –                        | –                           | –                   | –                      | –                    | –                    | –                     | –                  | –                    | –                  | –                     |
| Izabela Marcisz   | 49                | 40                   | 27                   | 39                         | –                       | 35                         | 49                      | –                           | –                  | –                     | 19                       | 43                         | 55                        | dns                       | –                         | –                            | –                            | –   | –                    | –                           | –                        | –                           | –                   | –                      | –                    | –                    | 36                    | 47                 | –                    | 42                 | –                     |
| Monika Skinder    | 41                | 54                   | –                    | –                          | 16                      | –                          | 41                      | –                           | –                  | –                     | 33                       | 63                         | 59                        | 54                        | –                         | –                            | –                            | –   | –                    | –                           | –                        | –                           | –                   | –                      | –                    | 39                   | –                     | 39                 | 42                   | –                  | –                     |

### Mężczyźni
| Zawodnik        | Ruka 25.11 (SP C) | Ruka 26.11 (10 km C) | Ruka 27.11 (20 km F) | Lillehammer 2.12 (10 km F) | Lillehammer 3.12 (SP F) | Lillehammer 4.12 (20 km C) | Beitostølen 9.12 (SP C) | Beitostølen 10.12 (10 km C) | Davos 17.12 (SP F) | Davos 18.12 (20 km F) | Val Müstair 31.12 (SP F) | Val Müstair 1.01 (10 km C) | Oberstdorf 3.01 (10 km C) | Oberstdorf 4.01 (20 km F) | Val di Fiemme 6.01 (SP C) | Val di Fiemme 7.01 (15 km C) | Val di Fiemme 8.01 (10 km F) | TdS | Livigno 21.01 (SP F) | Les Rousses 27.01 (10 km F) | Les Rousses 28.01 (SP C) | Les Rousses 29.01 (20 km C) | Toblach 3.02 (SP F) | Toblach 4.02 (10 km F) | Oslo 11.03 (50 km F) | Drammen 14.03 (SP C) | Falun 17.03 (10 km C) | Falun 18.03 (SP F) | Tallinn 21.03 (SP F) | Lahti 25.03 (SP C) | Lahti 26.03 (20 km C) |
| Sebastian Bryja | –                 | 79                   | –                    | 75                         | –                       | –                          | –                       | –                           | –                  | –                     | –                        | –                          | –                         | –                         | –                         | –                            | –                            | –   | –                    | –                           | –                        | –                           | –                   | –                      | –                    | –                    | –                     | –                  | –                    | –                  | –                     |
| Robert Bugara   | –                 | 78                   | –                    | 76                         | –                       | –                          | –                       | –                           | –                  | –                     | –                        | –                          | –                         | –                         | –                         | –                            | –                            | –   | –                    | –                           | –                        | –                           | –                   | –                      | –                    | –                    | –                     | –                  | –                    | –                  | –                     |
| Dominik Bury    | –                 | 67                   | 51                   | 18                         | –                       | 50                         | 61                      | 45                          | –                  | –                     | 20                       | 22                         | 50                        | 40                        | 51                        | 20                           | 11                           | 23  | 23                   | 40                          | –                        | –                           | 34                  | 23                     | –                    | –                    | 54                    | 40                 | –                    | –                  | –                     |
| Kamil Bury      | 30                | 64                   | –                    | 63                         | 33                      | –                          | 48                      | –                           | –                  | –                     | 36                       | 86                         | 61                        | 57                        | 66                        | 51                           | 46                           | 49  | 43                   | –                           | 27                       | –                           | 19                  | 56                     | –                    | –                    | –                     | –                  | –                    | 38                 | –                     |
| Mateusz Haratyk | –                 | –                    | –                    | –                          | –                       | –                          | –                       | –                           | –                  | –                     | –                        | –                          | –                         | –                         | –                         | –                            | –                            | –   | –                    | –                           | –                        | –                           | –                   | 76                     | –                    | –                    | –                     | –                  | –                    | –                  | –                     |
| Maciej Staręga  | 11                | 68                   | –                    | –                          | 20                      | –                          | 41                      | 66                          | 31                 | –                     | 40                       | 94                         | –                         | –                         | –                         | –                            | –                            | –   | 20                   | –                           | 37                       | –                           | 15                  | 73                     | –                    | 54                   | –                     | 18                 | 19                   | 30                 | –                     |